# Nikólskoie (Nóvgorod)
Nikólskoie (en rus: Никольское) és un poble a l'óblast de Nóvgorod, a Rússia, segons el cens del 2011 tenia 7 habitants.